# The Insider
The Insider (bra: O Informante; prt: O Informador) é um filme estadunidense de 1999 dos gêneros drama biográfico e suspense, dirigido por Michael Mann, com roteiro dele e de Eric Roth baseado no artigo "The Man Who Knew Too Much", de Marie Brenner. O filme é estrelado por Al Pacino, Russell Crowe, Christopher Plummer, Bruce McGill, Diane Venora e Michael Gambon.
Uma versão ficcionalizada de uma história real, o filme gira em torno do polêmico segmento do programa 60 Minutes sobre Jeffrey Wigand, um denunciante da indústria do tabaco. A trama retrata a luta de Wigand e do produtor da CBS, Lowell Bergman, para defender seu testemunho contra os esforços da CBS e do ex-empregador de Wigand para desacreditá-lo e silenciá-lo.
Embora não tenha sido um sucesso de bilheteria, The Insider foi amplamente aclamado pela crítica, que elogiou a atuação de Russell Crowe como Wigand e a direção de Michael Mann. O filme foi indicado a sete prêmios do Oscar, incluindo Melhor Filme e Melhor Ator (Russell Crowe).

## Elenco
- Al Pacino .... Lowell Bergman
- Russell Crowe .... Jeffrey Wigand
- Christopher Plummer .... Mike Wallace
- Diane Venora .... Liane Wigand
- Philip Baker Hall .... Don Hewitt
- Lindsay Crouse .... Sharon Tiller
- Debi Mazar .... Debbie De Luca
- Bruce McGill .... Ron Motley
- Gina Gershon .... Helen Caperelli
- Rip Torn .... John Scanlon

## Sinopse
Conta a história de um homem que trabalhou durante anos numa fábrica de cigarros e depois resolve revelar os segredos que a indústria tabagista emprega para viciar as pessoas.

## Produção e precisão
Para a cena em que ocorre a audiência de depoimento, os cineastas usaram o próprio tribunal em Pascagoula, Mississippi, onde o depoimento foi dado.
The Insider é uma adaptação de "The Man Who Knew Too Much" ("O Homem Que Sabia Demais"), um artigo influente sobre o denunciante da indústria do tabaco Jeffrey Wigand, escrito pela jornalista Marie Brenner para a edição de maio de 1996 da revista Vanity Fair.
Mike Wallace disse que dois terços do filme eram bastante precisos, mas ele discordou da representação do filme sobre seu papel nos eventos. Em particular, ele se opôs à impressão de que ele teria levado muito tempo para protestar contra as políticas corporativas da CBS.

## Prêmios e indicações
| Prêmio/evento      | Categoria                       | Recipiente                                        | Resultado                   |
| ------------------ | ------------------------------- | ------------------------------------------------- | --------------------------- |
| Oscar 2000         | Melhor filme                    | Melhor filme                                      | Indicado                    |
| Oscar 2000         | Melhor direção                  | Michael Mann                                      | Indicado                    |
| Oscar 2000         | Melhor ator                     | Russell Crowe                                     | Indicado                    |
| Oscar 2000         | Melhor roteiro adaptado         | Eric Roth, Michael Mann                           | Indicado                    |
| Oscar 2000         | Melhor fotografia               | Dante Spinotti                                    | Indicado                    |
| Oscar 2000         | Melhor edição                   | William Goldenberg, Paul Rubell, David Rosenbloom | Indicado                    |
| Oscar 2000         | Melhor som                      | Andy Nelson,Doug Hemphill,Lee Orloff              | Indicado                    |
| Globo de Ouro 2000 | Melhor filme - drama            | Melhor filme - drama                              | Indicado                    |
| Globo de Ouro 2000 | Melhor direção                  | Michael Mann                                      | Indicado                    |
| Globo de Ouro 2000 | Melhor ator - drama             | Russel Crowe                                      | Indicado                    |
| Globo de Ouro 2000 | Melhor trilha sonora            | Lisa Gerrard, Pieter Bourke                       | Indicado                    |
| Globo de Ouro 2000 | Melhor roteiro                  | Eric Roth, Michael Mann                           | Indicado                    |
| BAFTA 2000         | Melhor ator                     | Russell Crowe                                     | Indicado[carece de fontes?] |
| Satellite 2000     | Melhor diretor                  | Michael Mann                                      | Venceu[carece de fontes?]   |
| Satellite 2000     | Melhor filme - drama            | Melhor filme - drama                              | Venceu[carece de fontes?]   |
| Satellite 2000     | Melhor montagem                 |                                                   | Indicado[carece de fontes?] |
| Satellite 2000     | Melhor ator de cinema - drama   | Russell Crowe, Al Pacino                          | Indicado[carece de fontes?] |
| Satellite 2000     | Melhor ator coadjuvante - drama | Christopher Plummer                               | Indicado[carece de fontes?] |